# Hassani Abdelkrim
Pour les articles homonymes, voir Hassani.
Hassani Abdelkrim est une commune de la wilaya d'El Oued en Algérie.

## Géographie

### Situation
Commune issue du dernier découpage de 1984, située à l'est du chef lieu de la Wilaya de OUED-SOUF
| Guemar   | Sidi Aoun         | Debila   |
| Taghzout | Hassani Abdelkrim | Trifaoui |
| Kouinine | El Oued           | Trifaoui |

### Localités de la commune
La commune d'Hassani Abdelkrim est composée de quatre localités : Dohkar, Gharbia, Hassani Abdelkrim, Z'Goum.

## Histoire

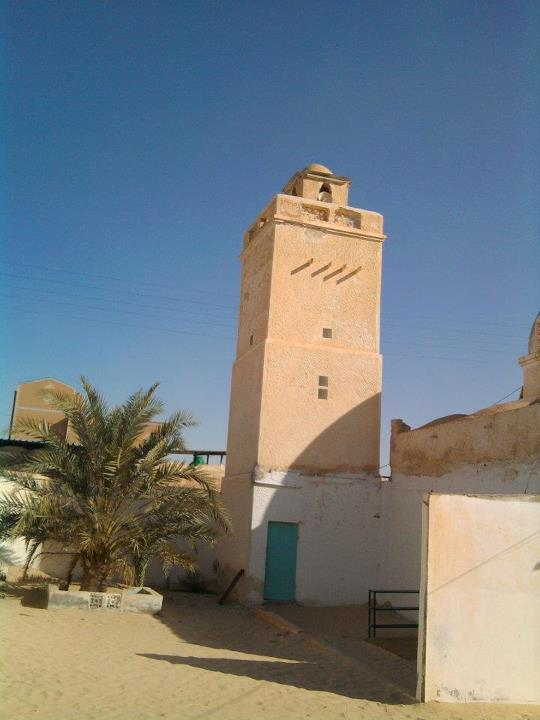
Un minaret de la mosquée de la ville

## Personnalités liées à la commune
Walid Sadi, président de la Fédération Algérienne de Football et ministre des sports, y est né.